# Temporada da Liga Lituana de Basquetebol de 2018–19
A Temporada da Liga Lituana de Basquetebol de 2018–19 foi a 26ª edição da principal competição de basquetebol masculino na Lituânia  disputada entre Setembro de 2018 e junho de 2019. A equipe do Žalgiris defendeu sua hegemonia alcançando seu vigésimo primeiro título, sendo o nono consecutivo.
A liga oficialmente chama-se Betsafe LKL por motivos de patrocinadores.

## Equipes participantes
| Clube           | Localização       | Arena                                  |
| --------------- | ----------------- | -------------------------------------- |
| Dzūkija         | Alytus            | Alytus Arena                           |
| Juventus        | Utena             | Utena Arena                            |
| Lietkabelis     | Panevėžys         | Cido Arena                             |
| rytas Vilnius   | Vilnius           | Siemens Arena                          |
| Neptūnas        | Klaipėda          | Švyturys Arena                         |
| Nevėžis         | Kėdainiai         | Kėdainiai Arena                        |
| Pieno žvaigždės | Pasvalys          | Pasvalys Pieno žvaigždės Arena         |
| Šiauliai        | Šiauliai          | Šiauliai Arena                         |
| Skycop Prienai  | Prienai-Birštonas | Prienai Entertainment and Sports Arena |
| Žalgiris        | Kaunas            | Žalgiris Arena                         |

## Temporada Regular

### Classificação
| Pos. | Clube           | J  | V  | D  | P  | MPF/MPC   | VC/DC | VV/DV | Classificação |
| ---- | --------------- | -- | -- | -- | -- | --------- | ----- | ----- | ------------- |
| 1    | Žalgiris        | 35 | 31 | 4  | 31 | 87.5/70.7 | 16/1  | 15/3  | Playoffs      |
| 2    | Neptūnas        | 36 | 28 | 8  | 28 | 84.6/77.8 | 13/5  | 15/3  | Playoffs      |
| 3    | rytas Vilnius   | 35 | 26 | 9  | 26 | 84.1/76   | 12/6  | 14/3  | Playoffs      |
| 4    | Lietkabelis     | 36 | 23 | 13 | 23 | 82.6/78.9 | 11/7  | 12/6  | Playoffs      |
| 5    | Pieno žvaigždės | 36 | 16 | 20 | 16 | 82.7/87.4 | 9/9   | 7/11  | Playoffs      |
| 6    | Juventus        | 36 | 15 | 21 | 15 | 82.6/82.1 | 9/9   | 6/12  | Playoffs      |
| 7    | Skycop Prienai  | 36 | 13 | 23 | 13 | 77.4/84.3 | 8/10  | 5/13  | Playoffs      |
| 8    | Dzūkija         | 36 | 12 | 24 | 12 | 80.6/83.6 | 8/10  | 4/14  | Playoffs      |
| 8    | Nevėžis         | 36 | 8  | 28 | 8  | 74.9/86   | 5/13  | 3/15  |               |
| 10   | Šiauliai        | 36 | 7  | 29 | 7  | 82.4/91.9 | 3/15  | 4/14  |               |

### Fase 1 e 2
| Casa\Visitante  | DZU   | JUV   | LIE   | RYT   | NEP    | NEV    | PIE    | SIA    | PRI    | ZAL    |
| --------------- | ----- | ----- | ----- | ----- | ------ | ------ | ------ | ------ | ------ | ------ |
| Dzūkija         |       | 75-86 | 85-68 | 73-79 | 91-94  | 81-61  | 77-86  | 91-81  | 88:73  | 65-94  |
| Juventus        | 86-77 |       | 70-76 | 68-79 | 88-80  | 88-61  | 82-79  | 83-78  | 78-67  | 80-87  |
| Lietkabelis     | 71-69 | 81-77 |       | 73-95 | 76-100 | 87-66  | 94-63  | 79-73  | 73-81  | 69:73  |
| rytas Vilnius   | 89-79 | 87-57 | 83-94 |       | 66-78  | 100-61 | 89-82  | 90-63  | 95-66  | 69-76  |
| Neptūnas        | 89-67 | 81-70 | 76-89 | 78-93 |        | 100-76 | 77-80  | 80-76  | 92-67  | 98-93  |
| Nevėžis         | 68-74 | 97-93 | 68-83 | 70-80 | 69-83  |        | 80-86  | 78-71  | 80-78  | 55-79  |
| Pieno žvaigždės | 60-74 | 90-71 | 87-81 | 78-89 | 69-88  | 92-67  |        | 96-86  | 96-92  | 68-109 |
| Šiauliai        | 87-76 | 98-94 | 83-88 | 75-82 | 88-98  | 78-81  | 79-81  |        | 90-100 | 68-93  |
| Skycop Prienai  | 83-82 | 85-80 | 93-78 | 71-81 | 72-83  | 96-93  | 93-88  | 80-88  |        | 53-74  |
| Žalgiris        | 88-75 | 72-69 | 71-58 | 95-86 | 60-75  | 81-68  | 103-66 | 102-61 | 93-48  |        |

### Fase 3 e 4
| Casa\Visitante  | DZU     | JUV    | LIE    | RYT    | NEP     | NEV    | PIE    | SIA    | PRI   | ZAL    |
| --------------- | ------- | ------ | ------ | ------ | ------- | ------ | ------ | ------ | ----- | ------ |
| Dzūkija         |         | 91-94  | 84-87  | 77-84  | 82-88   | 86:73  | 75-70  | 100-84 | 88-78 | 75:90  |
| Juventus        | 81-84   |        | 78-96  | 87-92  | 88:89   | 90-86  | 107-72 | 96:67  | 89-90 | 80:98  |
| Lietkabelis     | 85-78   | 74:89  |        | 83-74  | 69-73   | 101-60 | 89-86  | 95:83  | 92:74 | 76-81  |
| rytas Vilnius   | 92-69   | 93:82  | 75:96  |        | 70-52   | 68-70  | 80-74  | 100-96 | 84-57 | 59-85  |
| Neptūnas        | 70-68   | 101-87 | 72-74  | 89-74  |         | 86-76  | 89:103 | 96-75  | 85:68 | 81:71  |
| Nevėžis         | 98-88   | 55-87  | 80:97  | 74:75  | 70-78   |        | 90-86  | 76:85  | 91-96 | 70-102 |
| Pieno žvaigždės | 110:107 | 89-78  | 104-99 | 83:99  | 75-85   | 91-85  |        | 97-111 | 72-84 | 67-91  |
| Šiauliai        | 97-110  | 77-91  | 81-101 | 82-117 | 103:106 | 87-88  | 88:89  |        | 90:84 | 78-93  |
| Skycop Prienai  | 85:72   | 69-82  | 70-78  | 68-75  | 68-75   | 81-78  | 82:91  | 88-90  |       | 81-76  |
| Žalgiris        | 100-68  | 82-68  | 85-63  | 91-75  | 90-80   | 82:79  | 88-70  | 109-83 | 96:67 |        |

## Playoffs

### Confrontos

#### Quartas de final
| Time 1        | Série | Time 2          | 1º Jogo  | 2º Jogo  | 3º Jogo |
| ------------- | ----- | --------------- | -------- | -------- | ------- |
| Žalgiris      | 2 - 0 | Dzūkija         | 89 - 70  | 81 - 61  |         |
| Lietkabelis   | 2 - 0 | Pieno žvaigždės | 95 - 87  | 105 - 98 |         |
| Neptūnas      | 2 - 1 | Skycop Prienai  | 102 - 78 | 85 - 94  | 77 - 71 |
| rytas Vilnius | 2 - 1 | Juventus        | 93 - 91  | 83 - 92  | 84 - 63 |

#### Semifinal
| Time 1   | Série | Time 2        | 1º Jogo | 2º Jogo | 3º Jogo |
| -------- | ----- | ------------- | ------- | ------- | ------- |
| Žalgiris | 2 - 0 | Lietkabelis   | 78 - 58 | 84 - 63 |         |
| Neptūnas | 0 - 2 | rytas Vilnius | 46 - 75 | 70 - 83 |         |

#### Decisão de terceiro lugar
| Time 1      | Série | Time 2   | 1º Jogo | 2º Jogo | 3º Jogo | 4º Jogo | 5º Jogo |
| ----------- | ----- | -------- | ------- | ------- | ------- | ------- | ------- |
| Lietkabelis | 0 - 3 | Neptūnas | 77 - 89 | 75 - 88 | 77 - 84 |         |         |

#### Final
| Time 1   | Série | Time 2        | 1º Jogo | 2º Jogo | 3º Jogo | 4º Jogo | 5º Jogo |
| -------- | ----- | ------------- | ------- | ------- | ------- | ------- | ------- |
| Žalgiris | 3 - 0 | rytas Vilnius | 79 - 64 | 85 - 67 | 92 - 54 |         |         |

## Campeões
| Betsafe LKL 2018-19 Campeões |
| ---------------------------- |
| Žalgiris Kaunas 21º título   |

## Clubes lituanos em competições europeias
| Clube          | Competição        | Resultado                                                    |
| -------------- | ----------------- | ------------------------------------------------------------ |
| Žalgiris       | EuroLiga          | Eliminado por Fenerbahçe nas quartas de finais (15v-15d)     |
| Lietuvos rytas | EuroCopa          | Eliminado por Valencia nas quartas de finais (8v-10d)        |
| Neptūnas       | Liga dos Campeões | Eliminado por Hapoel Jerusalém nas oitavas de finais (8v-6d) |
| Lietkabelis    | Liga dos Campeões | Quinto colocado no Grupo C (5v-9d)                           |
| Šiauliai       | Liga dos Campeões | Eliminado nas preliminares por BC Levski Sofia (79-91;65-79) |